# Albert Joseph

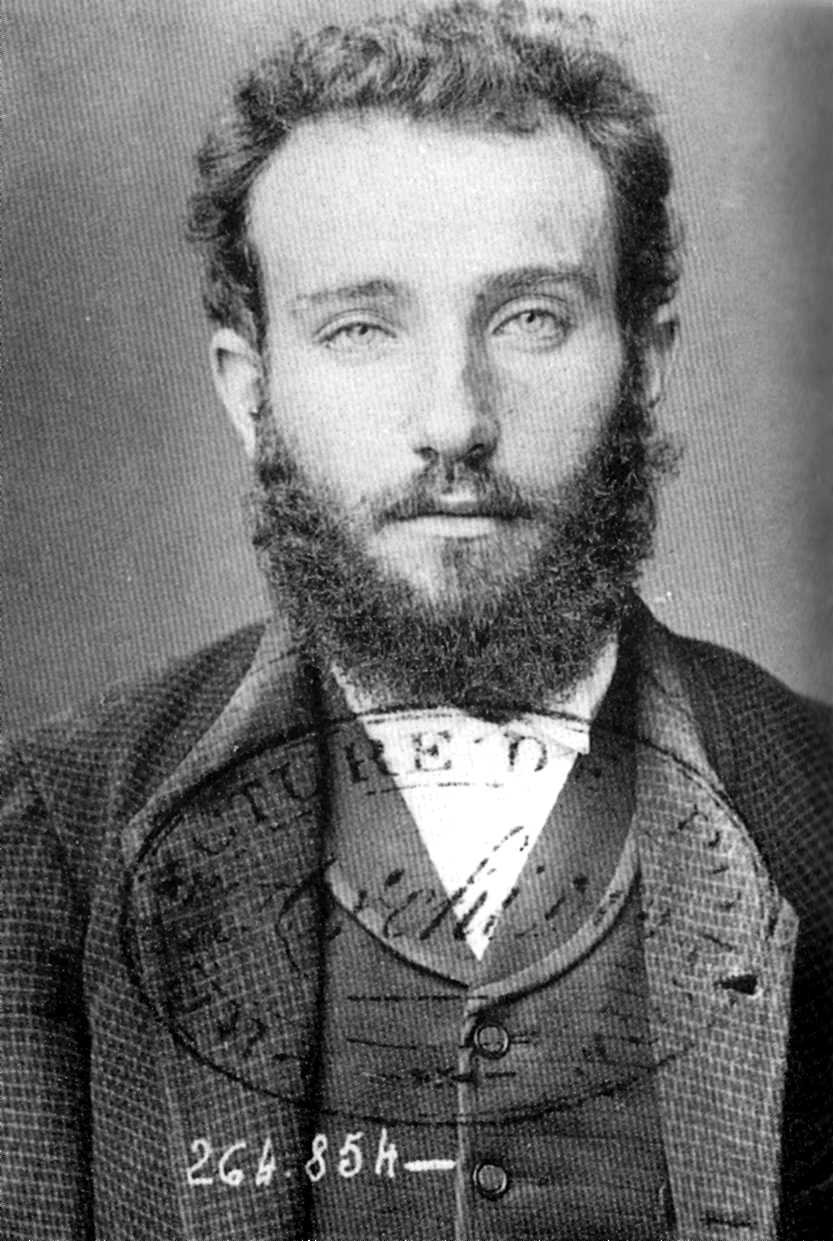
Albert Libertad

Albert Joseph, detto Libertad (Bordeaux, 24 novembre 1875 – Parigi, 12 novembre 1908), è stato un anarchico francese.

## Biografia
Albert Joseph nasce a Bordeaux il 24 novembre del 1875 da genitori sconosciuti. Suo padre era probabilmente un prefetto. Infermo di ambedue le gambe, camminerà per tutta la vita con le stampelle. Allievo della Gironda, studia presso il liceo di Bordeaux; successivamente lavora presso un imprenditore per diciannove mesi. Viene poi rimandato all'ospizio dove era stato allevato, ma fugge poco tempo dopo.
Nel 1894 Libertad diventa contabile. Conosciuto per le sue opinioni anarchiche è già sorvegliato e schedato dalla polizia. Tre anni dopo giunge a Parigi e si presenta alla sede di Le Libertaire, fondato due anni prima da Sébastien Faure, al quale collabora nell'anno successivo. Comincia a farsi conoscere negli ambienti individualisti per la sua eloquenza e per la violenza contro i suoi avversari; il 5 novembre viene imprigionato per due mesi per aver disturbato una messa alla Basilica del Sacro Cuore.
Nel 1898 Libertad collabora a Le Libertaire e tiene delle conferenze a Parigi e dintorni. Viene condannato a un franco di ammenda il 23 aprile. Da marzo a giugno Le Libertaire viene spostato a Marsiglia. Il 12 novembre, a Parigi, Libertad, Émile Janvion e Louis Vivier partecipano ad un incontro "pubblico e contraddittorio" sul tema la rivoluzione violenta. All'inizio del 1899 Libertad viene nuovamente arrestato, nel corso del processo a Jules Guérin, nei pressi del palazzo di giustizia.
Faure - il cui giornale Le Libertaire cessava temporaneamente di uscire - e Pouget lanciano un quotidiano "dreyfusardo", Le Journal du Peuple, al quale partecipa anche Libertad, assieme a Malato, Pelloutier, Delesalle, Janvion, ecc. In novembre Libertad viene condannato a otto giorni di prigione. Libertad continua le sue conferenze ad Amiens, Belleville e dintorni. Si rivolge al Prefetto di polizia lamentandosi della continua sorveglianza di cui viene fatto oggetto. Fa il correttore presso Lamy-Laffon dove resta fino alla creazione de l'anarchie, nel 1905. A Nanterre conosce Georges Mathias Paraf-Javal, insieme al quale, due anni più tardi, organizzerà le Causeries populaires.
Nel 1901 Libertad è ammesso al Sindacato dei correttori. È condannato a tre mesi di carcere per aver gridato "abbasso l'esercito" a Noisy-le-Sec. Insieme a lui viene condannato Léon Jouhaux, allora anarchico. Nel 1902 le Causeries populaires, nate allo scopo di sviluppare la propaganda anarchica nella regione parigina, iniziano ad avere successo. Libertad apre una libreria in via Demerìl e insieme a Beylie, Janvion, Paraf-Javal e Yvetot, fonda una lega antimilitarista con lo scoppiare del caso Dreyfus.
Nel 1904 si tiene il congresso antimilitarista di Amsterdam. La lega antimilitarista vi partecipa ma Paraf-Javal e Libertad, partigiani della diserzione, rifiutano di sottomettersi alle decisioni prese dal congresso e lasciano l'organizzazione.
Incoraggiato dal successo delle Causeries populaires, Libertad fonda assieme alle sue compagne Anna e Armandine Mahè, il settimanale l'anarchie, il cui primo numero esce il 13 aprile 1905. Senza direttore né redattore capo, il giornale bandisce - come segno di uguaglianza - anche tutte le maiuscole. Libertad tiene delle conferenze su I vivi e i morti e su I lavoratori della morte.
Nel 1906 La campagna contro le elezioni legislative è all'apice; si moltiplicano le conferenze anarchiche. l'anarchie pubblica e diffonde alcuni opuscoli e due manifesti antielettorali: La Bétail électoral e Le Criminel. Una polemica prende piede tra Libertad e Faure partigiano quest'ultimo del non-intervento degli anarchici nella campagna elettorale. Libertad è tipografo nel turno di giorno nella tipografia Dangon. Per celebrare la "festa nazionale" il 14 luglio, l'anarchie stampa 100 000 copie di un manifesto: La Bastìlle de l'autorité. La catastrofe di Courrières nel Passo di Calais fa 1099 vittime fra i minatori; sul fatto Libertad pubblica un articolo con lo pseudonimo di Candide.
È sempre intorno al 1906 che avviene la rottura fra Paraf-Javal e Libertad e che sarà seguita da incidenti violenti in cui si scontreranno gli individualisti delle Causeries populaires e de l'anarchie e i partigiani di Paraf-Javal riuniti nel gruppo di studi scientifici. Successivamente, nel 1908, nel corso di uno di questi scontri, Paraf-Javal e un altro membro del suo gruppo saranno feriti; le ostilità continueranno anche dopo la morte di Libertad.
A partire dal mese di aprile 1907, l'anarchie viene stampata direttamente in via Chevalier-de-la-Barre, sede delle Causeries. Il 20 aprile - in occasione dell'inaugurazione di una nuova macchina da stampa e dell'entrata de l'anarchie nel suo terzo anno di vita - Libertad tiene una conferenza sulla Gioia di vivere. All'uscita da una riunione, Libertad e alcuni compagni vengono violentemente aggrediti dai poliziotti; Libertad, dato per morto, viene lasciato in strada. Per giustificare il pestaggio, la polizia arresta sei persone. In risposta, il 19 luglio viene organizzata una manifestazione di protesta. Il 30 giugno, Libertad viene condannato a un mese di prigione. l'anarchie crea l'Associazione "Amis libres" a Châtelaillon.
Dal 24 al 31 agosto si tiene ad Amsterdam il Congresso anarchico internazionale. Alla fine di questo congresso, si costituisce l'Internazionale anarchica. In una riunione pubblica Malato accusa Libertad di compiacenza nei confronti del padronato; Malato prende spunto da una lettera con cui Libertad, per far fronte alle spese per la pubblicazione di l'anarchie, sollecita un impiego di correttore presso uno dei suoi antichi datori di lavoro. l'anarchie reagisce immediatamente e pubblica la lettera incriminata (n. 128, 19 settembre 1907). In ottobre, Libertad si reca in Svizzera dove tiene delle conferenze su Gioia di vivere e sindacalismo. In novembre, viene arrestato e rinchiuso in carcere alla Santé fino al 7 gennaio dell'anno successivo.
All'inizio del 1908 Libertad si reca nuovamente in Svizzera per conferenze sui gesti inutili e sull'amore libero. Arrestato alla stazione di Ginevra, viene condotto nel carcere di Saint-Antoine dove resta otto giorni nelle segrete. Paraf-Javal - che nel frattempo si è separato da l'anarchie e dalle Causeries per creare il Gruppo di studi scientifici - pubblica Evolution d'un groupe sous un mauvaise influence. Les Causeries populaires et le journal "l'Anarchie" sous l'influence de L., opuscolo in cui, senza prove convincenti, si lascia andare a sordide insinuazioni su Libertad. Il 24 settembre, la partenza della "classe", dà a Libertad, Lorulot e Marceau Raimbault l'occasione per organizzare una "grande conferenza antimilitarista".
Libertad muore all'ospedale Lariboisière, a Parigi, il 12 novembre poco dopo uno scontro con alcuni seguaci di Paraf-Javal seguito da un'irruzione della polizia. Sulle cause della sua morte vengono date due differenti versioni: il referto ufficiale sostiene che sia morto in seguito ad antrace cutaneo, mentre chi conosceva Libertad ha dichiarato che senza dubbio è rimasto vittima di un feroce pestaggio poliziesco.